# Liste der Kulturdenkmale in Niederuhna

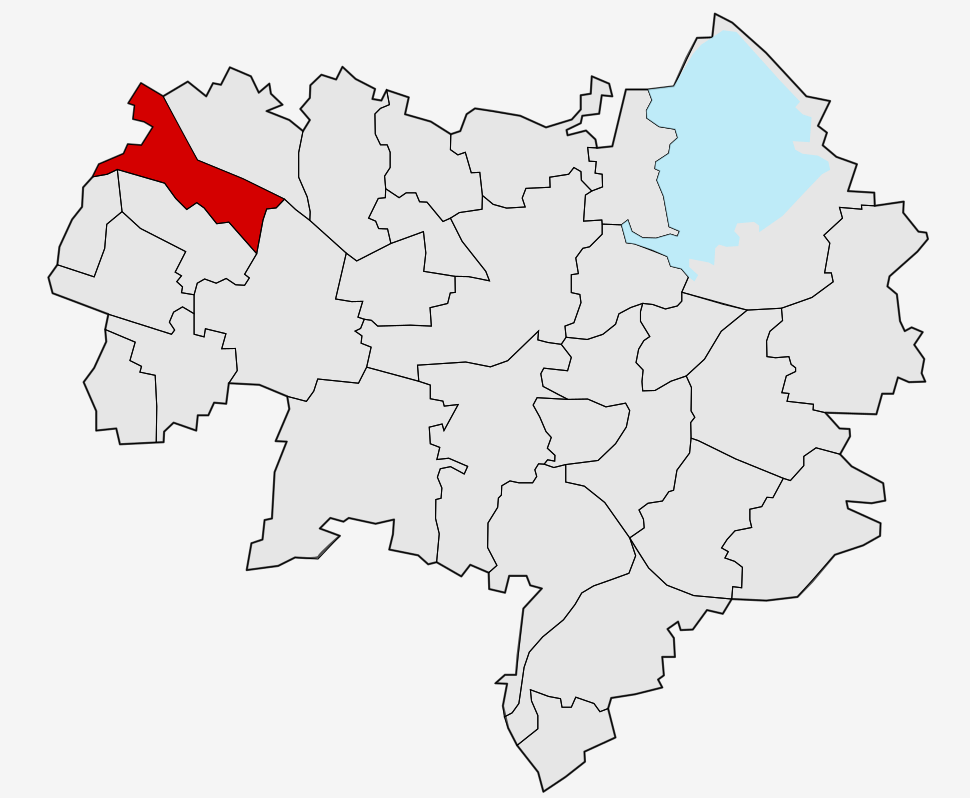
Lage von Niederuhna in Bautzen

In der Liste der Kulturdenkmale in Niederuhna sind die Kulturdenkmale des Bautzener Ortsteils Niederuhna  verzeichnet, die bis März 2018 vom Landesamt für Denkmalpflege Sachsen erfasst wurden (ohne archäologische Kulturdenkmale). Die Anmerkungen sind zu beachten.

## Liste der Kulturdenkmale in Niederuhna
| Bild                                    | Bezeichnung                                                 | Lage                                                                    | Datierung                 | Beschreibung | ID       |
| --------------------------------------- | ----------------------------------------------------------- | ----------------------------------------------------------------------- | ------------------------- | --- | -------- |
|                                         | Wegesäule                                                   | Niederuhna (Kreuzung zwischen Niederuhna, Schmochtitz und Loga) (Karte) | 1. Hälfte 19. Jahrhundert | Wegesäule an der Kreuzung zwischen Niederuhna, Schmochtitz und Loga aus der ersten Hälfte des 19. Jahrhunderts, monolithischer Pfeiler aus Granit, unterer Schaftbereich mit abgefasten Ecken, darüber Kopf mit beschrifteten Seitenflächen (ursprünglich weiß und hellgrün gefasst, Beschriftung noch zum Teil lesbar) und flachpyramidalem Abschluss. Als Zeugnis der verkehrstechnischen Erschließung des ländlichen Raumes von orts- und verkehrsgeschichtlicher Bedeutung. | 09252275 |
|                                         | Wegesäule                                                   | Niederuhna (zwischen Ober- und Unteruhna) (Karte)                       | Um 1850                   | Wegesäule an der Straße zwischen Ober- und Unteruhna, um 1850 aufgestellt, monolithischer Pfeiler aus Granit, unterer Schaftbereich mit abgefasten Ecken, darüber Kopf mit ehemals wohl beschrifteten Seitenflächen und flachpyramidalem Abschluss. Als Zeugnis der verkehrstechnischen Erschließung des ländlichen Raumes von orts- und verkehrsgeschichtlicher Bedeutung. | 09252273 |
|                                         | Wohnhaus, Scheune, Ausgedinge und Stall eines Dreiseithofes | Niederuhna 5 (Karte)                                                    | Um 1790/1820              | Als Teil der alten Ortsstruktur baugeschichtlich von Bedeutung. - Wohnhaus: verbrettert, originale Fenstergrößen, Krüppelwalmdach, Dachpfannen - Langgezogene Scheune: Satteldach, einfache Biberschwanzdeckung, mit Fledermausgaupen - Ausgedinge und Stall: Krüppelwalmdach, einfache Biberschwanzdeckung, mit hölzernem Treppenaufgang, zum Teil verbrettert | 09252272 |
| Direkt Bild zu diesem Denkmal hochladen | Wohnhaus                                                    | Niederuhna 9 (Karte)                                                    | um 1790/1820              | Baugeschichtlich von Bedeutung, Obergeschoss Fachwerk, mit Oberlaube, Erdgeschoss ausgeziegelt, Krüppelwalmdach, einfache Biberschwanzdachdeckung, originale Fenster und Fenstergrößen, Lehmausfachung; Abbruchgenehmigung vom 5. Mai 2017 (Landratsamt Bautzen) | 09252274 |
| Direkt Bild zu diesem Denkmal hochladen | Wohnhaus eines Dreiseithofes                                | Niederuhna 10 (Karte)                                                   | Um 1820/1850              | Obergeschoss Fachwerk, baugeschichtlich von Bedeutung, Erdgeschoss modern verputzt, vermutlich darunter Umgebinde, Giebel Fachwerk, Krüppelwalmdach | 09252271 |
| Direkt Bild zu diesem Denkmal hochladen | Ausgedinge eines Dreiseithofes                              | Niederuhna 11 (Karte)                                                   | Um 1820                   | Baugeschichtlich von Bedeutung, Obergeschoss Fachwerk, mit hölzernem Treppenaufgang (außen), Satteldach, einfache Biberschwanzdeckung und Dachpfannen | 09252270 |

## Tabellenlegende
- Bild: Bild des Kulturdenkmals, ggf. zusätzlich mit einem Link zu weiteren Fotos des Kulturdenkmals im Medienarchiv Wikimedia Commons. Wenn man auf das Kamerasymbol klickt, können Fotos zu Kulturdenkmalen aus dieser Liste hochgeladen werden:
- Bezeichnung: Denkmalgeschützte Objekte und ggf. Bauwerksname des Kulturdenkmals
- Lage: Straßenname und Hausnummer oder Flurstücknummer des Kulturdenkmals. Die Grundsortierung der Liste erfolgt nach dieser Adresse. Der Link (Karte) führt zu verschiedenen Kartendiensten mit der Position des Kulturdenkmals. Fehlt dieser Link, wurden die Koordinaten noch nicht eingetragen. Sind diese bekannt, können sie über ein Tool mit einer Kartenansicht einfach nachgetragen werden. In dieser Kartenansicht sind Kulturdenkmale ohne Koordinaten mit einem roten bzw. orangen Marker dargestellt und können durch Verschieben auf die richtige Position in der Karte mit Koordinaten versehen werden. Kulturdenkmale ohne Bild sind an einem blauen bzw. roten Marker erkennbar.
- Datierung: Baubeginn, Fertigstellung, Datum der Erstnennung oder grobe zeitliche Einordnung entsprechend des Eintrags in der sächsischen Denkmaldatenbank
- Beschreibung: Kurzcharakteristik des Kulturdenkmals entsprechend des Eintrags in der sächsischen Denkmaldatenbank, ggf. ergänzt durch die dort nur selten veröffentlichten Erfassungstexte oder zusätzliche Informationen
- ID: Vom Landesamt für Denkmalpflege Sachsen vergebene, das Kulturdenkmal eindeutig identifizierende Objekt-Nummer. Der Link führt zum PDF-Denkmaldokument des Landesamtes für Denkmalpflege Sachsen. Bei ehemaligen Kulturdenkmalen können die Objektnummern unbekannt sein und deshalb fehlen bzw. die Links von aus der Datenbank entfernten Objektnummern ins Leere führen. Ein ggf. vorhandenes Icon  führt zu den Angaben des Kulturdenkmals bei Wikidata.